# شبگرد بال‌سفید
شبگرد بال‌سفید (نام علمی: Caprimulgus candicans) نام یک گونه از تیره شبگردان است.